# たいにゃん
たいにゃん（TINYAN、6月6日 - ）は日本のプログラマ。

## 略歴
プログラマとして1980年代から活動し、システムソフトのゲームを数多く手がけた。PC-8801mkIISRで高速3D描画を実現した『SeeNa』などが有名。その傍ら、雑誌「Beep」にて「TINYANの悪のシリーズ THE悪人」「バグ猫たいにゃん」を連載。毎号ショートプログラムと、それにまつわるストーリーを掲載していた。
1990年頃、同人サークル「バグ猫ソフト」を立ち上げ、コミックマーケットなどで同人ゲームの販売を開始。
1995年には、Bio_100%よりPC-9821をプラットフォームにした『SeeNa2』を発表。またBio_100%作品の『戦国TURB』には、妖精として「たいにゃん」の名が使われている。
その後、PC-FX用ソフト開発を経て、iOS用アプリやWindows用ソフトの開発、ARを利用したデモの制作などを行っている。

## おもな作品

### パソコン用ゲーム
- 走れ!Tiny（PC-6001版、システムソフト、1982年）
- 選挙（システムソフト、1983年5月）
- Eformn（PC-6001版、システムソフト、1984年）
- チョップリフター（PC-6001版、システムソフト、1985年1月）
- SeeNa（PC-8801mkIISR版、システムソフト、1986年2月）
- かわいそう物語（PC-8801版、システムソフト、1987年12月）
- 銀河（システムソフト、1989年6月）
- 芦ヶ原伸之のパズルトピア（PC-9801版、システムソフト、1990年）
- ジャパンバッシング（システムソフト、1992年3月27日）
- ソリッドランサー（PC-9801版、システムソフト、1993年）
- メガトンアームズ（PC-9821版、システムソフト、1994年）
- SeeNa2（PC-9821版、Bio_100%、1995年）

### PC-FX用ゲーム
- んーにゅー（PC-FXGA版、NEC）
- 赤ずきんチャチャ お騒がせ!パニックレース（NECホームエレクトロニクス、1996年10月25日）
- ルルリ・ラ・ルラ（NECホームエレクトロニクス、1998年2月20日）